# Soledad (California)
Soledad, fundada en 1920, es una ciudad ubicada en el condado de Monterrey en el estado estadounidense de California. En el año 2006 tenía una población de 28,075 habitantes y una densidad poblacional de 1,033.3 personas por km².

## Geografía
Soledad se encuentra ubicada en las coordenadas 36°25′29″N 121°19′35″O / 36.42472, -121.32639. Según la Oficina del Censo, la ciudad tiene un área total de 10,9 km² (4,2 mi²), de la cual 10,9 km² (4,2 mi²) es tierra y 0 km² (0 mi²) (0%) es agua.

## Demografía
Según la Oficina del Censo en 2000 los ingresos medios por hogar en la localidad eran de $42,602, y los ingresos medios por familia eran $41,188. Los hombres tenían unos ingresos medios de $31,566 frente a los $23,964 para las mujeres. La renta per cápita para la localidad era de $11,442. Alrededor del 18.4% de la población estaban por debajo del umbral de pobreza.